# Mai 1985
Portal Geschichte | Portal Biografien | Aktuelle Ereignisse | Jahreskalender | Tagesartikel

◄ |
19. Jahrhundert |
20. Jahrhundert
| 21. Jahrhundert

◄ |
1950er |
1960er |
1970er |
1980er
| 1990er | 2000er | 2010er | ►

◄ |
1981 |
1982 |
1983 |
1984 |
1985
| 1986 | 1987 | 1988 | 1989 | ►

◄ |
Februar 1985 |
März 1985 |
April 1985 |
Mai 1985 |
Juni 1985 |
Juli 1985 |
August 1985 |
►
Dieser Artikel behandelt aktuelle Nachrichten und Ereignisse im Mai 1985.

## Tagesgeschehen

### Donnerstag, 2. Mai 1985
- Bonn/Deutschland: Der elfte Weltwirtschaftsgipfel der Staatschefs der Gruppe der Sieben (G7) sowie eines Vertreters der EWG beginnt. Zum ersten Mal in der Geschichte der Treffen begleiten größere Straßenproteste die Zusammenkunft. Etwa 25.000 Menschen demonstrieren für Abrüstung und eine neue Umweltpolitik. Davon unabhängig setzt Bundeskanzler Helmut Kohl als erster G7-Gastgeber das Thema Umwelt auf die Agenda, im Vordergrund stehen allerdings die konjunkturelle Entwicklung und die Bekämpfung von Arbeitslosigkeit.[1]

### Freitag, 3. Mai 1985
- Prag/Tschechoslowakei: Die tschechoslowakische Eishockeynationalmannschaft wird Weltmeister 1985 dank eines 5:3-Siegs gegen Kanada.[2]

### Samstag, 4. Mai 1985
- Bonn/Deutschland: Am letzten Tag des Weltwirtschaftsgipfels der Gruppe der Sieben informiert Bundeskanzler Helmut Kohl den Bundestag über die Aussagen von US-Präsident Ronald Reagan zu den militärischen Zielen der Vereinigten Staaten in Europa. Eine Überlegenheit über die Streitkräfte der Sowjetunion werde nicht angestrebt, von Interesse sei ein militärisches Patt. Während der Abschlusskundgebung am selben Tag verbrennen Demonstranten eine Fahne der Vereinigten Staaten, die Polizei schreitet ein. Die wirtschaftlichen Ziele des Gipfels treten in den Hintergrund.[3][4]
- Göteborg/Schweden: Das Duo Bobbysocks gewinnt im Scandinavium für Norwegen das Finale im 30. Grand Prix Eurovision de la Chanson.[5]

### Sonntag, 5. Mai 1985

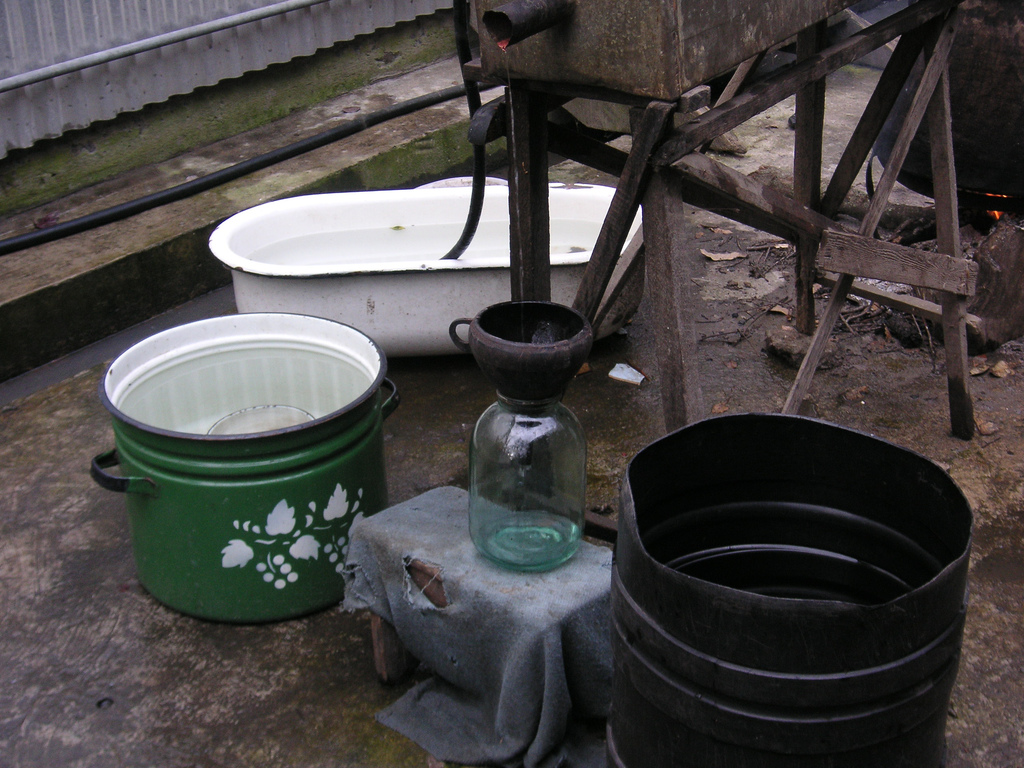
Ein sowjetisches Hobby: die Herstellung von privaten Spirituosen

- Moskau/Sowjetunion: Die KPdSU startet eine Anti-Alkohol-Kampagne. Ab dem 1. Juni werden Höchstverkaufsmengen pro Person eingeführt und die Strafverfolgung der Schwarzbrennerei wird verschärft.[6]

### Mittwoch, 8. Mai 1985
- Bonn/Deutschland: Bundespräsident Richard von Weizsäcker stellt in seiner Rede „Zum 40. Jahrestag der Beendigung des Krieges in Europa und der nationalsozialistischen Gewaltherrschaft“ fest, dass das Ende des Zweiten Weltkriegs für die Deutschen eine Befreiung und keine Niederlage war.[7]

### Donnerstag, 9. Mai 1985
- Uster/Schweiz: In der Stadt im Zürcher Oberland sterben zwölf Gäste des örtlichen Hallenbads, als die untergehängte Decke nachgibt und fast vollständig in das Schwimmbecken stürzt. Die Ursache sind durchgerostete Aufhängebügel.[8]

### Samstag, 11. Mai 1985
- Bradford/Vereinigtes Königreich: Beim unterklassigen Fußballspiel zwischen Bradford City FC und Lincoln City FC entfacht die Glut an einer weggeworfenen Zigarette den Müll unter der Haupttribüne des Valley-Parade-Stadions. Das daraus entstehende Feuer setzt in kurzer Zeit die gesamte Tribüne in Flammen. 56 Zuschauer verlieren bei dem Unglück ihr Leben.[9]
- Rostock/Deutschland: Der Titelverteidiger Berliner FC Dynamo steht nach einem 5:1-Sieg beim FC Hansa Rostock wegen eines nicht einholbaren besseren Torverhältnisses gegenüber der SG Dynamo Dresden vorzeitig als Meister der Fußball-Oberliga der DDR 1985 fest und feiert den siebten nationalen Meistertitel in Serie.[10]

### Sonntag, 12. Mai 1985
- Düsseldorf/Deutschland: Die SPD erreicht bei der Landtagswahl in Nordrhein-Westfalen zum zweiten Mal in Folge die absolute Mehrheit, die Partei von Ministerpräsident Johannes Rau verzeichnet 52,1 % der Wählerstimmen. Die CDU verliert gegenüber 1980 6,7 % und landet bei 36,5 %. Der FDP ermöglichen die Wähler nach fünfjähriger Pause den Wiedereinzug in den Landtag.[11]

### Dienstag, 14. Mai 1985
- Hannover, Köln/Deutschland: Die Deutsche Bischofskonferenz und der Rat der Evangelischen Kirche in Deutschland befürworten angesichts der Schädigung der Umwelt durch den Menschen in einer gemeinsamen Erklärung unter Bezug auf die biblische Schöpfungsgeschichte die so genannte „ökologisch-soziale Marktwirtschaft“, die der Schweizer Wirtschaftswissenschaftler Hans Christoph Binswanger postulierte.[12][13]
- Karlsruhe/Deutschland: Im Nachgang eines Polizeieinsatzes bei einer Demonstration gegen das betriebsbereite Kernkraftwerk Brokdorf beschließt das Bundesverfassungsgericht eine klärende Definition des Versammlungsrechts. Demnach darf die Polizei nur eingreifen, wenn sie eine hohe Eingreifschwelle berücksichtigt, und sie darf eine Demonstration nur auflösen, wenn dies als letztes Mittel notwendig ist.[14]

### Mittwoch, 15. Mai 1985
- Belgrad/Jugoslawien: Radovan Vlajković vom Bund der Kommunisten löst seinen Parteikollegen Veselin Đuranović als Vorsitzender des Präsidiums der SFR Jugoslawien ab und wird neues Staatsoberhaupt der Republik.[15]
- Rotterdam/Niederlande: Der Everton FC aus England gewinnt den Fußball-Europapokal der Pokalsieger durch einen 3:1-Finalsieg gegen den SK Rapid Wien.[16]

### Sonntag, 19. Mai 1985
- Grönland, Kanada: Von der Insel Grönland und später vom nördlichen Kanada aus kann in den Abendstunden eine partielle Sonnenfinsternis beobachtet werden. Der Schatten des Mondes traf zunächst den Norden Japans, dort war wegen der Zeitverschiebung von mehr als zehn Stunden zu diesem Zeitpunkt schon der 20. Mai angebrochen. Die maximale Bedeckung der Sonnenscheibe durch den Mond entspricht der Magnitude von circa 0,84, die größte für eine partielle Sonnenfinsternis seit 1975.[17]

### Montag, 20. Mai 1985
- Cannes/Frankreich: Der Film Papa ist auf Dienstreise des jugoslawischen Regisseurs Emir Kusturica wird bei den 38. Internationalen Filmfestspielen mit der Palme d’or ausgezeichnet.[18]

### Mittwoch, 22. Mai 1985
- Madrid/Spanien: Real Madrid gewinnt den Fußball-UEFA-Cup nach einer 0:1-Niederlage im Final-Rückspiel gegen Videoton Székesfehérvár aus Ungarn, nachdem das Hinspiel mit einem 3:0-Sieg der Spanier endete.[19]

### Samstag, 25. Mai 1985
- Bangladesh: Das südasiatische Land wird von einem der stärksten  Wirbelstürme seiner Geschichte getroffen. Die Wirkung des Sturms und die von ihm ausgelöste Sturmflut fordern nach Schätzung von Experten rund 10.000 Menschenleben.[20]

### Sonntag, 26. Mai 1985
- Berlin/Deutschland: Der FC Bayer 05 Uerdingen gewinnt gegen Titelverteidiger FC Bayern München im Finale des DFB-Pokals der Männer mit 2:1.[21]
- Wien/Österreich: Der FK Austria Wien steht nach einem 4:0-Sieg beim Favoritner AC vorzeitig als Österreichischer Fußballmeister 1985 fest.[22]

### Montag, 27. Mai 1985
- Bern/Schweiz: Der FC Aarau gewinnt das Final im Schweizer Cup der Fussballer mit 1:0 gegen den Neuchâtel Xamax FC.[23]

### Mittwoch, 29. Mai 1985
- Brüssel/Belgien: Vor dem Endspiel im Fußball-Europapokal der Landesmeister 1985 zwischen dem Liverpool FC und Juventus Turin bricht im Heysel-Stadion eine Massenpanik aus, nachdem Anhänger Liverpools in den neutralen Sektor stürmen und eine Wand zum Einsturz bringen. 39 Menschen werden getötet und 454 verletzt. Das anschließende Fußballspiel gewinnt Juventus Turin mit 1:0.[24]
- Florida State Prison/Vereinigte Staaten: Der Massenmörder Marvin Francois wird für die Beteiligung an den Carol-City-Morden auf dem Elektrischen Stuhl hingerichtet.

### Donnerstag, 30. Mai 1985
- Edmonton/Kanada: Der Stanley Cup der nordamerikanischen Eishockey-Profiliga NHL geht wie im Vorjahr an die Edmonton Oilers, die das fünfte und entscheidende Spiel der Finalserie gegen die Philadelphia Flyers mit 8:3 für sich entscheiden.[25]